# 天主教懷特霍斯教區
天主教懷特霍斯教區（拉丁語：Dioecesis Equialbensis）是加拿大一個羅馬天主教教區，屬格魯阿爾-麥克倫南總教區。
1944年1月14日設宗座代牧區，1967年7月13日升為教區。
教區包括育空地區和北卑詩省。2004年有教友9,300人，占轄區總人口22.1%。教區下轄十九個堂區，有十一名司鐸。現任教區主教為加里·戈登。